# Liu Zige
Liu Zige (pojednostavljeni kineski: 刘 子 歌, tradicionalni kineski: 刘 子 歌, pinyin: Liu Zǐgē) (Benxi, Kina, 31. ožujka 1989.) je kineska plivačica te svjetska rekorderka u disciplini 200 m leptir. S vremenom od 2:04,18 postala je olimpijska pobjednica na Olimpijadi u Pekingu 2008. te je postavila novi svjetski rekord. Time je osvojia jedinu kinesku zlatnu medalju u plivanju na Olimpijadi.
Liu Zige je do samog nastupa na Olimpijskim igrama u Pekingu 2008. bila relativno nepoznata. Svoj međunarodni debi ostvarila je na Svjetskom prvenstvu 2005. gdje je u disciplini 200 m leptir osvojila 20. mjesto s rezultatom 2:14,25. Nakon toga započeo je njen rezultatski napredak tako da joj je prije početka Olimpijade najbolje vrijeme bilo 2:07,76 koje je ostvarila tijekom kineskih kvalifikacija za OI.
Kinesku plivačicu je neko vrijeme trenirao Ken Wood koji je bio plivački trener Jessici Schipper. Wood je kasnije svoj plivački trenerski program koji je primjenjivao na Jessici prodao treneru Liu Ziege. Nakon toga je Liu u olimpijskom plivačkom finalu 200 m leptir pobijedila Jessicu Schipper te srušila njen svjetski rekord.
2009. na kineskom nacionalnom prvenstvu Liu Zige je postavila novi svjetski rekord na 200 m leptir - 2:01,81. Na Svjetskom prvenstvu u Rimu 2009. godine osvojila je srebro u istoj disciplini dok je 2010. na Svjetskom prvenstvu u kratkim bazenima bila članica pobjedničke štafete 4 x 100 m.

## Olimpijske igre

### OI 2008.
| Rang | Plivačica          | Vrijeme |
| ---- | ------------------ | ------- |
|      | Liu Zige           | 2:04,18 |
|      | Jiao Liuyang       | 2:04,72 |
|      | Jessicah Schipper  | 2:06,26 |
| 4.   | Otylia Jędrzejczak | 2:07,02 |
| 5.   | Yuko Nakanishi     | 2:07,32 |
| 6.   | Aurore Mongel      | 2:07,36 |
| 7.   | Elaine Breeden     | 2:07,57 |
| 8.   | Kathleen Hersey    | 2:08,23 |

## Vanjski izvori
- Arhivirana inačica izvorne stranice od 22. kolovoza 2008. (Wayback Machine)